# 天使はモップを持って
『天使はモップを持って』（てんしはモップをもって）は、近藤史恵による日本の短編推理小説集。「清掃人探偵キリコ」シリーズの第1作。あとがきにて作者は、清掃業の仕事をしたことがあると語っている。

## 収録作
書き下ろしを除く7作が『週刊小説』（実業之日本社）に掲載された。
- CLEAN. 1 オペレータールームの怪（1997年7月25日号）
- CLEAN. 2 ピクルスが見ていた（1997年11月28日号）
- CLEAN. 3 心のしまい場所（1998年5月1日号）
- CLEAN. 4 ダイエット狂想曲（1998年12月11日号）
- CLEAN. 5 ロッカールームのひよこ（1999年7月23日号）
- CLEAN. 6 桃色のパンダ（2001年7月27日号）
- CLEAN. 7 シンデレラ（2001年2月23日号）
- CLEAN. 8 史上最悪のヒーロー（書き下ろし）

## 登場人物
嶺川 桐子（みねかわ きりこ）
通称・キリコ。“キリコが歩いたあとには1ミクロンの塵も落ちていない”と噂される掃除の天才。一見すると、清掃業者とは思えないような派手な格好をした赤茶色の髪をした10代後半の少女だが、そのファッションセンスと気さくな性格で、男性社員のみならず女性社員たちとも仲良くなってしまう。
梶本 大介（かじもと だいすけ）
社会人1年生。オペレータールームに配属される。女性社員たちからは“大ちゃん”と呼ばれる。書類紛失事件を通じてキリコと知り合い、以後何かと気にかけるようになる。
富永（とみなが）
オペレータールームの所属のキャリアウーマン。
植田（うえだ） / 鴨川（かもがわ） / 二宮（にのみや）
オペレータールーム所属のオペレーター。

## テレビドラマ
2013年5月4日から5月25日まで、NHK BSプレミアムのプレミアムよるドラマ土曜日23:15 - 23:45（JST）枠で放送。全4回。主演は北乃きい。

### キャスト

#### 主要人物
キリコ
演 - 北乃きい
極上ツーリストが入るオフィスビルの掃除人。ビル全体の全部屋の掃除を1人で担当し、掃除用具置き場の片隅に自室を作り暮らしている。
梶本 大介
演 - 大和田健介
極上ツーリスト国内事業部企画事務課新入社員。

#### 極上ツーリスト

##### 企画事務課
梶本大介が所属する国内事業部企画事務課の先輩社員。
富永 里子
演 - 中山忍
既婚者。子供がいる。部下に慕われ、上司へのフォローが上手。
植田 あかね
演 - 久保田磨希
派遣社員。食べることが何よりも好き。
鴨川 加奈
演 - 山田麻衣子
占い好きが高じて、社内で占い同好会を作る。
二宮 友美
演 - 岩田さゆり
派遣社員。いつも巻き髪が決まっているか気にしている。
宮下 鉄夫
演 - 野口五郎
課長。大介の上司。

##### 企画課
松岡 聡
演 - 須賀貴匡

#### ゲスト
第2話
- 橋爪 トメコ（すこやか生命保険外交員） - 小柳友貴美
- 原田 美和（極上ツーリスト総務課社員） - 上野なつひ
- 神代 小百合（美和の同僚・久保の婚約者） - 長谷部瞳
- 久保 典之（極上ツーリスト企画課課長） - 長棟嘉道
- 小野 芳恵（美和の同僚） - 渡辺樹里

第3話
- 吉田 健太郎（極上ツーリスト宣伝部部長） - 田中隆三
- 松苗 由美（極上ツーリスト宣伝部社員）- 水谷妃里

### スタッフ
- 原作 - 近藤史恵『天使はモップを持って』（文春文庫）
- 脚本 - 末安正子・坂梨公紀
- 演出 - 坂梨公紀
- CG制作 - 奥田圭一
- アクション指導 - 深作覚
- 清掃監修 - 藤田忠久
- 清掃指導 - 中村友洋
- 撮影協力 - 相模原フィルムコミッション
- 取材協力 - 東京海上日動ファシリティーズ、日本旅行
- 制作統括 - 松居径、内丸摂子
- 制作著作 - NHK、東阪企画

### 放送日程
| 各話   | 放送日  | サブタイトル           | 脚本              |
| ------ | ------- | ---------------------- | ----------------- |
| 第1回  | 5月04日 | 心の汚れ、お掃除します | 末安正子          |
| 第2回  | 5月11日 | パルクルは見ていた     | 末安正子          |
| 第3回  | 5月18日 | ピンクのパンダ         | 末安正子          |
| 最終回 | 5月25日 | 天使に涙               | 末安正子 坂梨公紀 |